# 크리스티아운 엘디아우르든
크리스티아운 엘디아우르든(아이슬란드어: Kristján Eldjárn, 1916년 12월 6일 ~ 1982년 9월 14일)은 아이슬란드의 제3대 대통령이다. 1968년부터 1980년까지 대통령 직에 있었다.
| 전임 아스게이르 아스게이르손 | 제3대 아이슬란드의 대통령 1968년 8월 1일 ~ 1980년 8월 1일 | 후임 비그디스 핀보가도티르 |